# فيصل الخالدي
فيصل الخالدي.
حارس سعودي من مواليد 9 يناير 1981 يبلغ من العمر 30 عام يلعب حالياً في نادي رأس تنورة .
كانت بداياته في نادي الإتفاق السعودي ومثل الفريق أساسيا وفي موسم الانتقالات الصيفية في 2009/2010 انتقل إلى نادي التعاون السعودي و بعدها في موسم 2011-2012 وقع مع نادي النهضة السعودي و بعدها مع نادي الساحل و بعدها مع نادي الصفا و حالياً مع نادي رأس تنورة .
أخيتر في إحدى الفترات لتمثيل المنتخب السعودي.

## روابط خارجية
- فيصل الخالدي على موقع Soccerway.com (الإنجليزية)
- فيصل الخالدي على موقع كووورة